# بيل مارشال
بيل مارشال (بالإنجليزية: Bill Marshall) هو لاعب كرة قاعدة أمريكي، ولد في 14 فبراير 1911 في دورشستر ‏ في الولايات المتحدة، وتوفي في 5 مايو 1977 في ساكرامنتو في الولايات المتحدة.

## وصلات خارجية
- بيل مارشال على موقعبيزبول رفرنس.كوم (الدوري الرئيسي) (الإنجليزية)